# A Woman Laughs

A Woman Laughs est un film muet américain réalisé par Norval MacGregor et sorti en 1914.

## Fiche technique
- Réalisation : Norval MacGregor
- Scénario : William E. Wing
- Date de sortie :
  - États-Unis : 20 juillet 1914

## Distribution
- Kathlyn Williams
- Edwin Wallock
- Charles Clary
- Harry Lonsdale